# Rohrbach an der Lafnitz
Rohrbach an der Lafnitz är en ort och kommun i distriktet Hartberg-Fürstenfeld i förbundslandet Steiermark i Österrike.
Kommunen består av sju orter (Ortschaften) (inom parentes invånarantal 1 januari 2024):

- Eichberg (403)
- Kleinschlag (147)
- Lebing (483)
- Limbach (373)
- Rohrbach an der Lafnitz (966)
- Rohrbachschlag (112)
- Schnellerviertel (139)

Kommunen fick sin nuvarande form den 1 januari 2015 genom en sammanslagning av kommunerna Bad Rohrbach an der Lafnitz och Eichberg samt en del av kommunen Schlag bei Thalberg. 